# Taishan

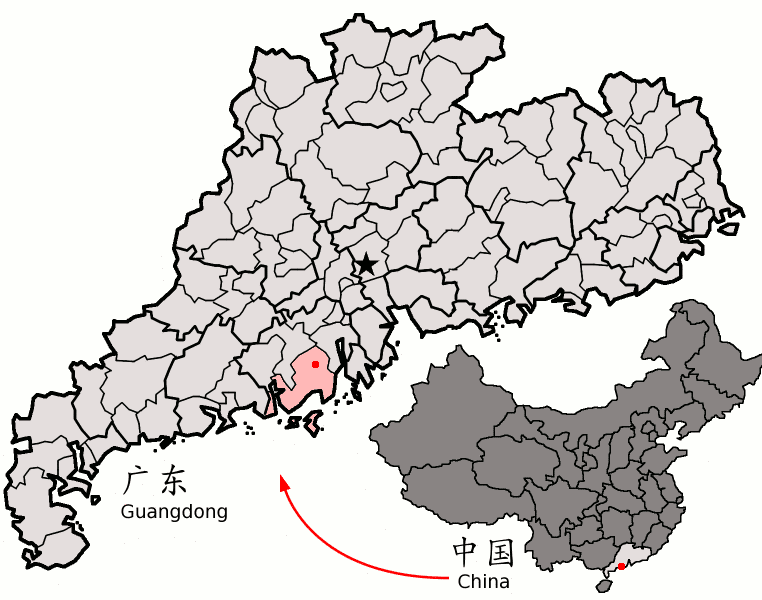
Mapa com a localização de Taishan

Taishan, anteriormente romanizado em cantonês como Toishan, no dialeto local como Hoisan ou Toisan, e antigamente conhecido como Xinning ou Sunning, é um vilarejo do condado de Cantão, China. É administrado como parte da cidade de Jiangmen. Durante o censo de 2010, havia 941.095 habitantes, dos quais 394.855 foram classificados como urbanos. Taishan chama-se a "Primeira Casa dos Chineses Ultramarinos". Estima-se que meio milhão de americanos chineses são descendentes de Taishaneses.